# Moulin à vent de Saint-Chels
Le moulin à vent de Saint-Chels est situé à Saint-Chels dans le Lot.

## Histoire
Le moulin à vent du pech Granat a été construit en 1797, à la suite de la suppression du droit de banalité par décret de la Convention du 17 juillet 1793. 
Une caselle est édifiée à proximité en 1798.
Au milieu du XIXe siècle, la famille Borie possédait deux moulins à eau à Cajarc (le moulin d'Hermies et le moulin de Coïmbre) et le moulin à vent de Saint-Chels. Vers 1882, le moulin entre en dot dans la famille Agrech et a été transmis depuis de père en fils.

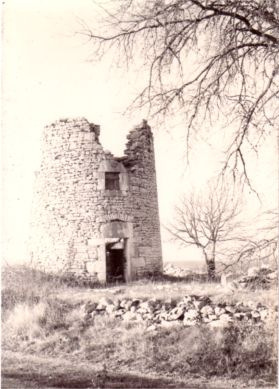
Moulin à vent du pech Granat à Saint-Chels, avant 1972. Ph: RP Couderc

Les ailes ont été arrachées lors d'une tempête en 1898. Le moulin est alors déclassé comme bâtiment rural et n'est plus imposé. Il cesse de fonctionner et tombe en ruine.
En 1972, Roland Agrech entreprend sa restauration. La charpente et le mécanisme de toiture (arbre et rouet) sont réalisés par Élie Lacombe, charpentier à Puy-l'Évêque auquel on doit notamment les restaurations des moulins d'Ivry, de Nanterre, de Villers-Cotterêts et de Cieurac.
Le moulin est inauguré le 20 mars 1976. Il est aménagé sur trois niveaux et devient un gîte rural. Il sert à ce titre d'exemple pour la création de micro-gîtes en Midi-Pyrénées.
C'est à la suite de cette expérience que Roland Agrech fonde, en 1982, l'association des amis des moulins du Quercy.
Lors de la tempête de 1999, l'arbre est fragilisé et les ailes doivent être démontées. La toiture en bois, endommagée elle aussi à cette occasion, est refaite en zinc en 2017 et de nouvelles ailes sont posées en 2018.

## Architecture
La charpente est en bois de chêne, le rouet en ormeau et la couverture en zinc.
Hauteur de la tour : 7,50 m / Hauteur totale : 11 m / Diamètre intérieur à la base : 4,20 m / Largeur des murs à la base : 1,20 m / Largeur des murs au sommet : 0,80 m
La paire de meules en grès qui équipait le moulin provient des Pyrénées.

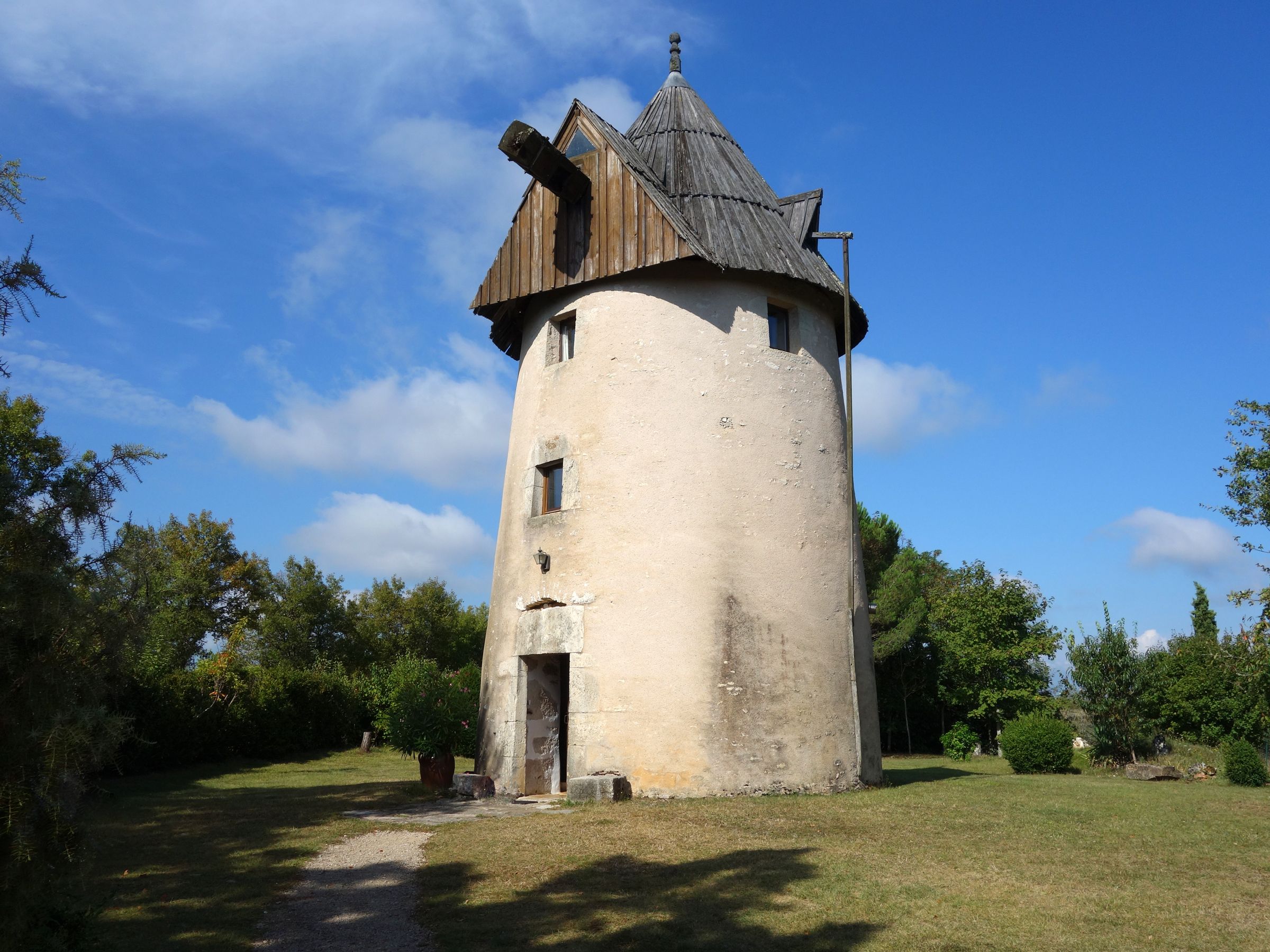
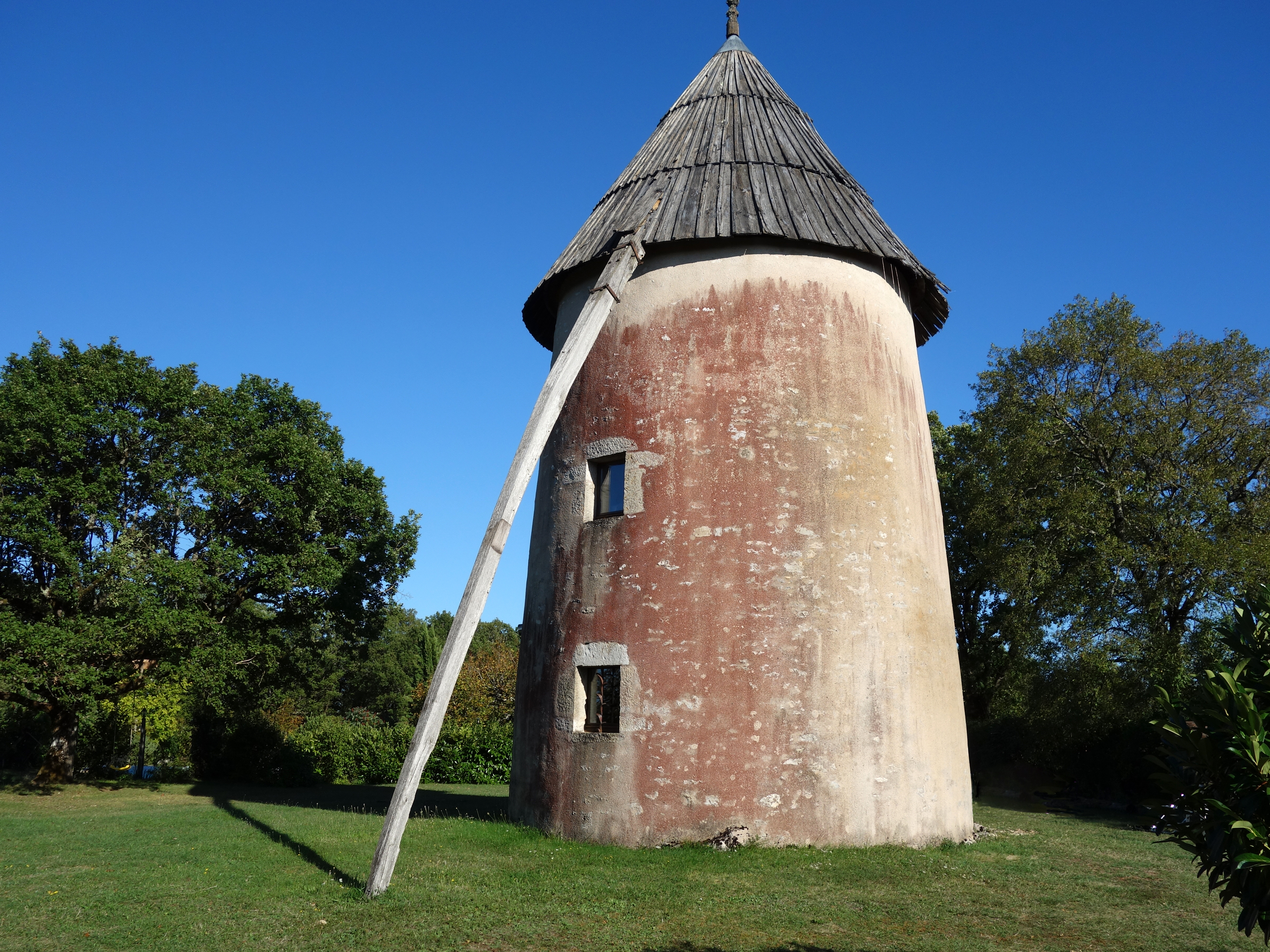
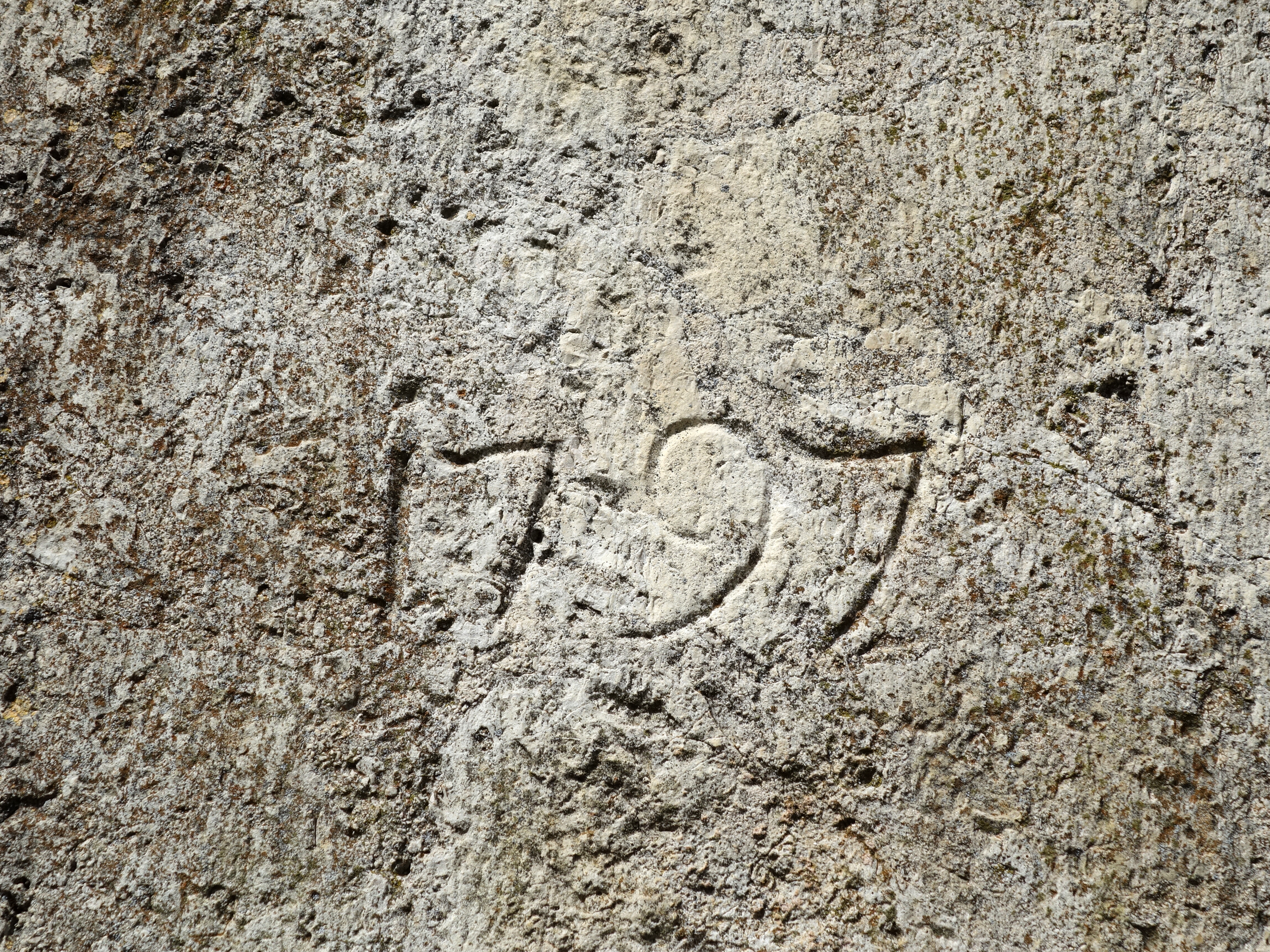